# Кондратьев, Геннадий Васильевич
Геннадий Васильевич Кондратьев — советский хозяйственный, государственный и политический деятель.

## Биография
Родился в 1934 году в селе Каменка. Член КПСС.
С 1957 года — на хозяйственной, общественной и политической работе. В 1957—1946 гг. — инженер, руководитель группы конструкторского бюро, начальник отдела, главный инженер конструкторского бюро, главный инженер завода «Революционный труд», генеральный директор производственного объединения «Ревтруд».
Лауреат Государственной премии СССР (1976).
Делегат XXVI съезда КПСС.
Умер в Тамбове в 2011 году.